# Кандиани, Леонардо
Леонардо Кандиани Эрнандес (исп. Leonardo Candiani Hernández; 28 декабря 1904, Салина-Крус, Оахака — 16 сентября 1986, Мехико) — мексиканский фехтовальщик. Участник летних Олимпийских игр 1932 года, чемпион и серебряный призёр Центральноамериканских игр 1930 года.

## Биография
Леонардо Кандиани родился 28 декабря 1904 года в мексиканском городе Салина-Крус.
В 1930 году завоевал две медали Центральноамериканских и Карибских игр в Гаване: золотую в командном турнире саблистов и серебряную в командном турнире шпажистов.
В 1932 году вошёл в состав сборной Мексики на летних Олимпийских играх в Лос-Анджелесе. В личном турнире рапиристов поделил последние 7-8-е места с Эрнестом Далтоном из Канады, проиграв все шесть поединков Эмрису Ллойду из Великобритании — 1:5, Джоаккино Гваранье из Италии — 1:5, Рене Буньолю из Франции - 1:5, Анхелю Горордо из Аргентины — 0:5, Дернеллу Эвери из США — 3:5 и Акселю Блоху из Дании — 1:5. В командном турнире рапиристов сборная Мексики, за которую также выступали Раймундо Искоа, Эдуардо Прието и Хесус Санчес, в полуфинальной группе заняла последнее, 3-е место, проиграв Италии — 0:16 и Дании — 5:11.
Умер 16 сентября 1986 года в мексиканском городе Мехико.